# Comuna Șpring, Alba
Șpring (în maghiară: Spring, în germană: Gespreng) este o comună în județul Alba, Transilvania, România, formată din satele Carpen, Carpenii de Sus, Cunța, Drașov, Șpring (reședința) și Vingard.

## Demografie
Componența etnică a comunei Șpring
     Români (90,57%)
     Germani (2,04%)
     Alte etnii (1,1%)
     Necunoscută (6,29%)
Componența confesională a comunei Șpring
     Ortodocși (86,11%)
     Evanghelici (2,59%)
     Creștini după evanghelie (1,7%)
     Penticostali (1,61%)
     Alte religii (1,02%)
     Necunoscută (6,97%)
Conform recensământului efectuat în 2021, populația comunei Șpring se ridică la 2.354 de locuitori, în scădere față de recensământul anterior din 2011, când fuseseră înregistrați 2.420 de locuitori. Majoritatea locuitorilor sunt români (90,57%), cu o minoritate de germani (2,04%), iar pentru 6,29% nu se cunoaște apartenența etnică. Din punct de vedere confesional, majoritatea locuitorilor sunt ortodocși (86,11%), cu minorități de evanghelici (2,59%), creștini după evanghelie (1,7%) și penticostali (1,61%), iar pentru 6,97% nu se cunoaște apartenența confesională.

## Politică și administrație
Comuna Șpring este administrată de un primar și un consiliu local compus din 11 consilieri. Primarul, Iulia Stănilă[*], de la Partidul Național Liberal, este în funcție din octombrie 2020. Începând cu alegerile locale din 2024, consiliul local are următoarea componență pe partide politice:
|  | Partid                    | Consilieri | Componența Consiliului | Componența Consiliului | Componența Consiliului | Componența Consiliului | Componența Consiliului | Componența Consiliului |
|  | ------------------------- | ---------- | ---------------------- | ---------------------- | ---------------------- | ---------------------- | ---------------------- | ---------------------- |
|  | Partidul Național Liberal | 6          |                        |                        |                        |                        |                        |                        |
|  | Forța Dreptei             | 3          |                        |                        |                        |                        |                        |                        |
|  | Partidul Social Democrat  | 2          |                        |                        |                        |                        |                        |                        |

## Atracții turistice
- Biserica evanghelică din satul Vingard, construcție secolul al XV-lea, monument istoric
- Biserica "Adormirea Maicii Domnului" din satul Drașov
- Biserica ortodoxă din satul Șpring
- Biserica greco-catolică din Șpring
- Monumentul Eroilor din satul Cunța